# Ljuders församling
Ljuders församling var en församling i Lessebo-Hovmantorps pastorat, Njudung-Östra Värends kontrakt i Växjö stift och i Lessebo kommun, Kronobergs län. 2021 uppgick församlingen i Lessebo församling.
Församlingens kyrkobyggnader var Ljuders kyrka som uppfördes 1842–1844 och Skruvs kapell som uppfördes 1890 och byggdes om 1984.

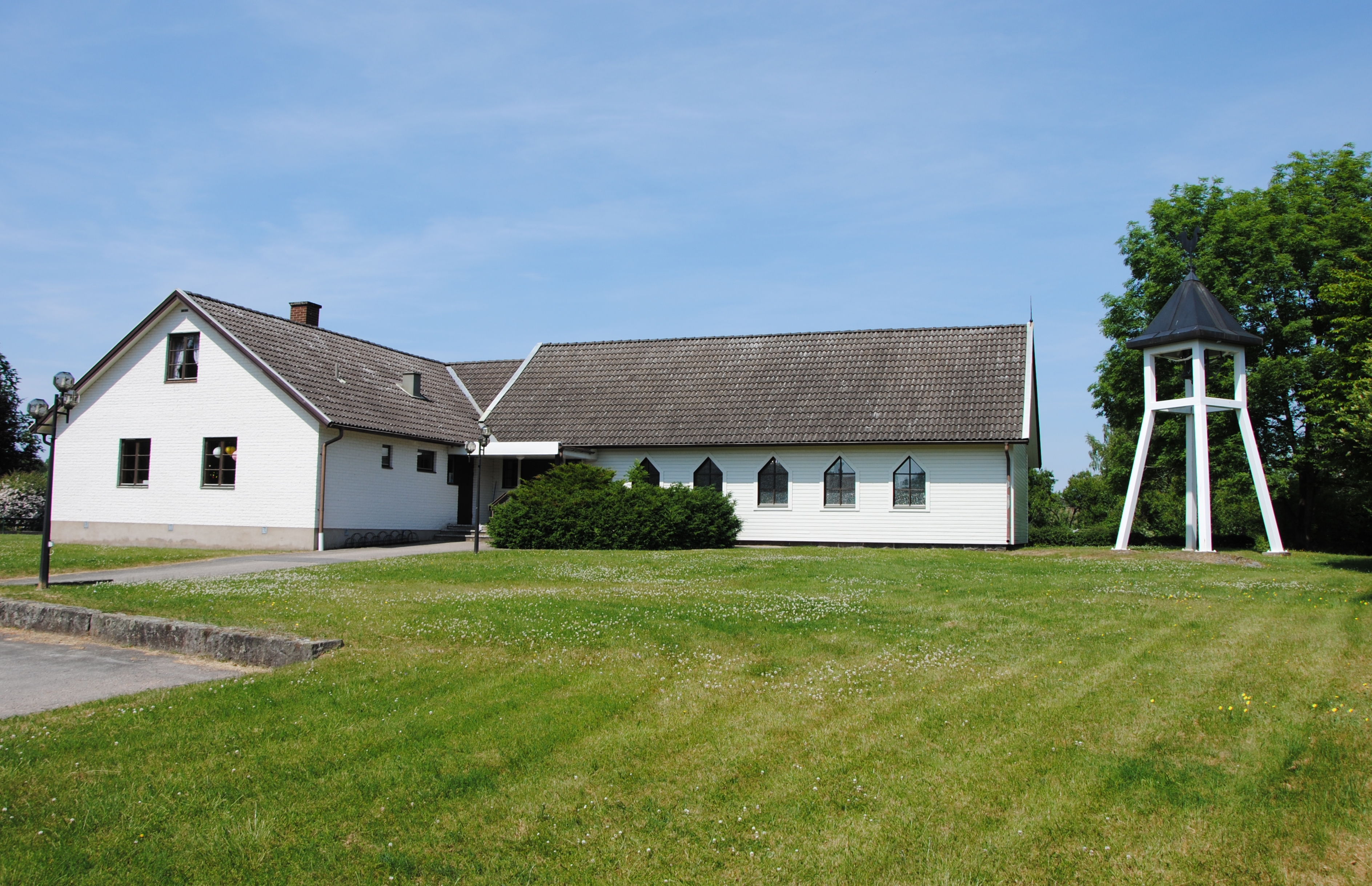
Skruvs kapell

## Administrativ historik
Församlingen har medeltida ursprung.
Församlingen var till 30 april 1921 annexförsamling i pastoratet Långasjö och Ljuder, därefter utgjorde församlingen ett eget pastorat. Från 1992 ingick församlingen i Hovmantorps pastorat för att 2010 uppgå i Lessebo–Hovmantorps pastorat.. År 2021 uppgick församlingen i Lessebo församling.

## Kyrkor
- Ljuders kyrka